# Marko Pusa
Marko Pusa (Hollola, 15 april 1977) is een Finse darter, die speelt voor de WDF.
Pusa maakte zijn tv-debuut op de Winmau World Masters in 1999. Hij bereikte de halve finale met overwinningen op Andy Gudgeon, voormalig wereldkampioen Steve Beaton en Andy Jenkins alvorens te verliezen van Wayne Jones. In 2000 bereikte Pusa de finale van de Finse Open waar hij verloor van Mervyn King. In 2001 maakte hij zijn debuut op de BDO World Darts Championship. Hij versloeg Colin Monk in de eerste ronde en Jez Porter in ronde twee, met een gemiddelde 101.40. Hij speelde tegen de Winmau World Masters kampioen John Walton in de kwartfinale, waar in hij 14 legs oprij verloor van de Engelsman. Dit is nog steeds een Lakeside record. Pusa wist nog twee legs te winnen maar Walton won de wedstrijd 5-0 en werd uiteindelijk wereldkampioen.
Pusa kwam terug door het winnen van de Norway Open in 2001. Hij versloeg Kevin Painter in de finale. Het volgende jaar keerde hij terug naar Lakeside. Hij versloeg Matt Clark in de eerste ronde, maar verloor van Tony David uit Australië. David zou net als Walton het voorgaande jaar, het toernooi winnen. Pusa won de Finse Open in 2005. Hij versloeg Kenneth Hogwall uit Zweden in de halve finale. In de finale versloeg hij Mervyn King. Pusa heeft sindsdien niet veel gespeeld op het circuit en kwam jarenlang niet meer voor op de ranking van de BDO en de WDF. In 2024 deed Pusa bij de WDF weer mee aan de Finnish Open en Finnish Masters, zonder veel succes.

## Resultaten op Wereldkampioenschappen

### BDO
- 2001: Kwartfinale (verloren van John Walton met 0-5)
- 2002: Laatste 16 (verloren van Tony David met 1-3)

### WDF

#### World Cup
- 1999: Laatste 128 (verloren van Bob Taylor met 2-4)
- 2001: Kwartfinale (verloren van Andy Fordham met 0-4)
- 2003: Laatste 32 (verloren van Mike Veitch met 2-4)
- 2005: Laatste 128 (verloren van Ray Carver met 0-4)